# Sundoreonectes tiomanensis
Sundoreonectes tiomanensis es una especie de peces de la familia Balitoridae en el orden de los Cypriniformes.

## Morfología
- Los machos pueden llegar alcanzar los 5,8 cm de longitud total.[2]

## Distribución geográfica
Se encuentran en Asia: isla Tioman (Malasia).

## Hábitat
Es un pez de agua dulce y de clima tropical.